# NGC 3569
NGC 3569 (również PGC 34075 lub UGC 6238) – galaktyka soczewkowata (S0), znajdująca się w gwiazdozbiorze Wielkiej Niedźwiedzicy. Odkrył ją Heinrich Louis d’Arrest 27 kwietnia 1864 roku.